# Jezero (Brezovica)
Jezero (Duits: Seedorf in der Oberkrain) is een plaats in Slovenië en maakt deel uit van de gemeente Brezovica in de NUTS-3-regio Osrednjeslovenska. De plaats telde 821 inwoners op 1 januari 2020.

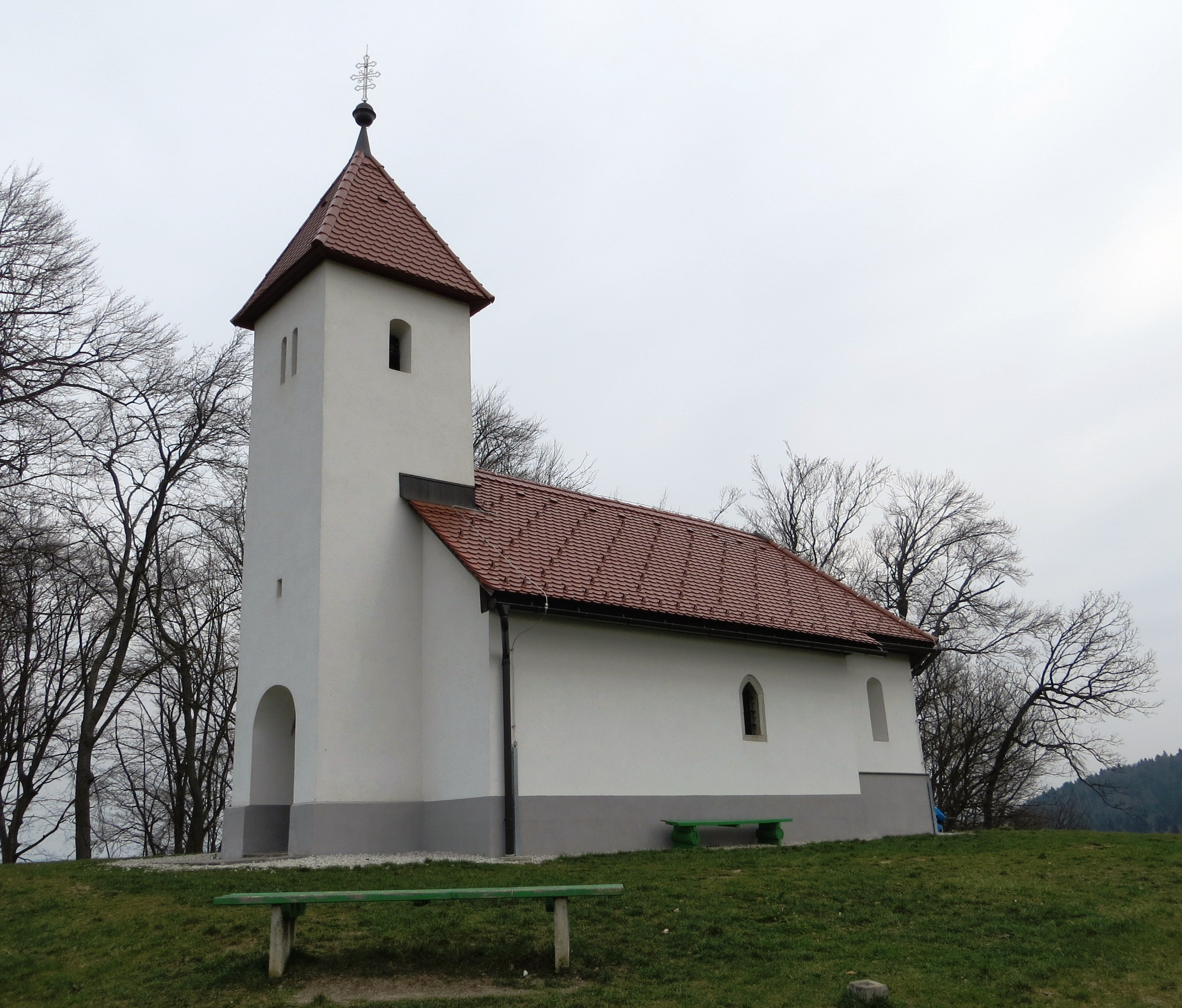
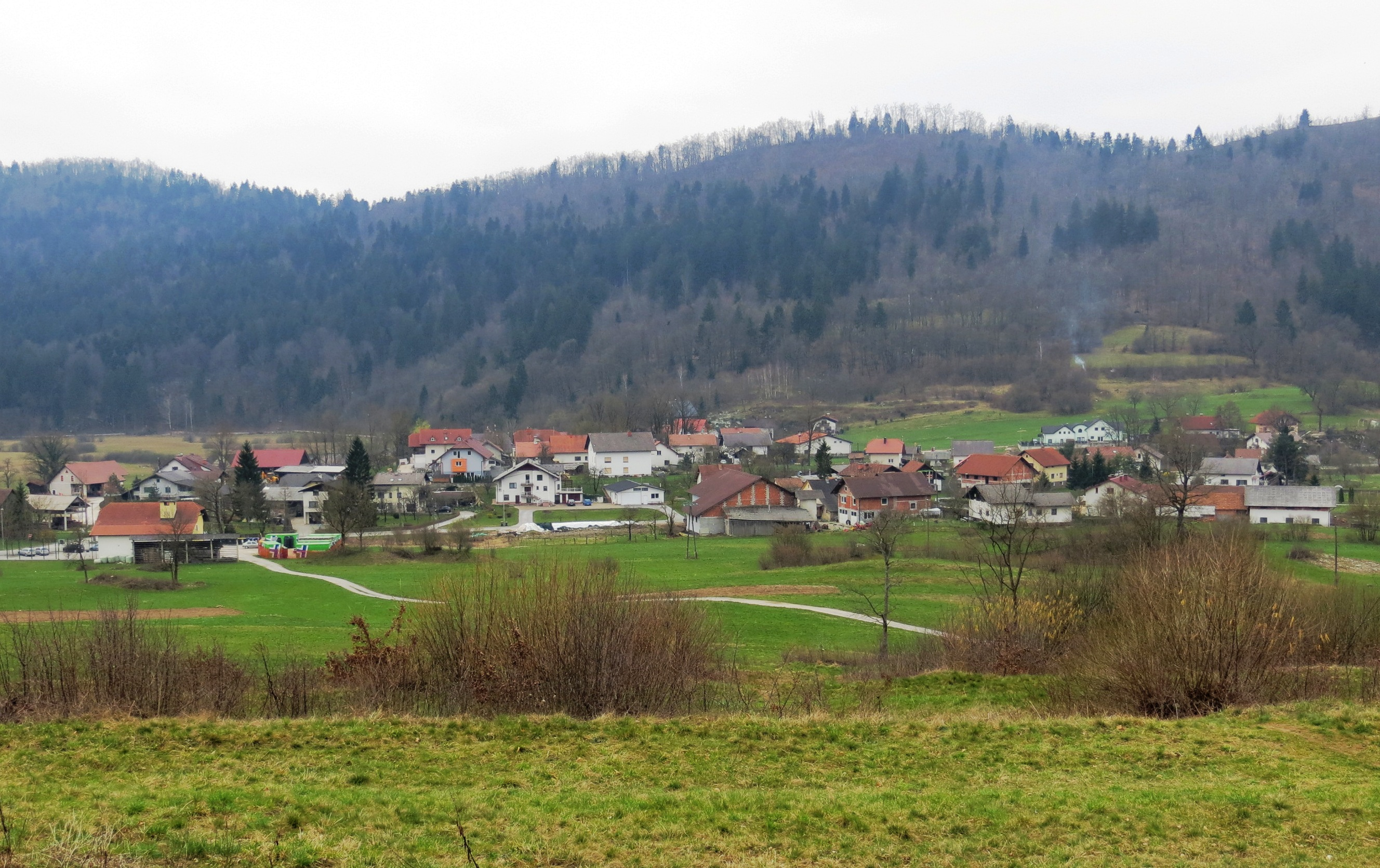